# Хлорид церия(III)
Хлорид церия(III) — бинарное неорганическое соединение, соль металла церия и соляной кислоты с формулой CeCl3, бесцветные кристаллы, растворимые в воде, образует кристаллогидрат.

## Получение
- Действие хлора на металлический церий:

{\displaystyle {\mathsf {2Ce+3Cl_{2}\ {\xrightarrow {200^{o}C}}\ 2CeCl_{3}}}}
- Реакция соляной кислоты с металлическим церием, оксидом, гидроксидом или сульфидом церия(III):

{\displaystyle {\mathsf {2Ce+6HCl\ {\xrightarrow {}}\ 2CeCl_{3}+3H_{2}}}}
{\displaystyle {\mathsf {Ce_{2}O_{3}+6HCl\ {\xrightarrow {}}\ 2CeCl_{3}+3H_{2}O}}}
{\displaystyle {\mathsf {Ce(OH)_{3}+3HCl\ {\xrightarrow {}}\ CeCl_{3}+3H_{2}O}}}
{\displaystyle {\mathsf {Ce_{2}S_{3}+6HCl\ {\xrightarrow {}}\ 2CeCl_{3}+3H_{2}S\uparrow }}}
- Восстановление оксида церия(IV):

{\displaystyle {\mathsf {2CeO_{2}+8HCl+2KI\ \xrightarrow {} \ 2KCl+I_{2}+2CeCl_{3}+4H_{2}O}}}

## Физические свойства
Хлорид церия(III) образует бесцветные кристаллы гексагональной сингонии, пространственная группа P 63/m, параметры ячейки a = 0,7436 нм, c = 0,4304 нм, Z = 2.
Хорошо растворяется в воде, этаноле, ацетоне. 
Образует кристаллогидраты состава CeCl3•7H2O.

## Химические свойства
- Безводную соль получают сушкой кристаллогидрата в присутствии хлорида аммония:

{\displaystyle {\mathsf {CeCl_{3}\cdot 7H_{2}O\ {\xrightarrow {400^{o}C,NH_{4}Cl}}\ CeCl_{3}+7H_{2}O}}}
- При нагревании кристаллогидрат разлагается:

{\displaystyle {\mathsf {CeCl_{3}\cdot 7H_{2}O\ {\xrightarrow {250^{o}C}}\ CeOCl+2HCl+6H_{2}O}}}
- Реагирует с водой при кипячении:

{\displaystyle {\mathsf {CeCl_{3}+2H_{2}O\ {\xrightarrow {100^{o}C}}\ CeCl(OH)_{2}+2HCl}}}
- Реагирует с щелочами:

{\displaystyle {\mathsf {CeCl_{3}+3NaOH\ {\xrightarrow {}}\ Ce(OH)_{3}+3NaCl}}}
- Вступает в обменные реакции:

{\displaystyle {\mathsf {CeCl_{3}+HF\ {\xrightarrow {}}\ CeF_{3}\downarrow +3HCl}}}
- церий вытесняется из хлорида активными металлами:

{\displaystyle {\mathsf {2CeCl_{3}+3Ca\ {\xrightarrow {550-650^{o}C}}\ 2Ce+3CaCl_{2}}}}

## Применение
- Катализатор в органическом синтезе.